# UCI 월드투어
UCI 월드투어(영어: UCI WorldTour)는 UCI 프로시리즈와 다양한 지역 UCI 컨티넨털 서킷츠 상위에 있는 최고의 남성 엘리트 도로 자전거 경기 시리즈다. 세계 랭킹은 2009년에 시작되었으며(2009-2010년에는 UCI 월드 랭킹스로 알려짐) 2011년에 전신인 UCI 프로투어와 완전히 통합되었다. UCI 월드팀은 2017년 확장 이전에 투어의 일부였던 모든 이벤트에서 경쟁해야 한다.